# Галерија грбова Тогоа
Галерија грбова Тогоа обухвата актуелни Грб Тогоа, историјске грбове Тогоа и грб главног града Тогоа.

## Актуелни Грб Тогоа
- Грб Тогоа

## Историјски грбови Тогоа
- Грб Тоголанда 1884-1914
- Грб Тогоа 1962-1979

## Грб главног града Тогоа
- Грб Ломеа